# Sabrina Gama
Sabrina Gama-Tapajos (ur. (1999) – brazylijska zapaśniczka walcząca w stylu wolnym. Brązowa medalistka mistrzostw panamerykańskich w 2021 roku.